# Koníček (hádanka)
Koníček je druh hádanky. Úloha luštitele spočívá ve zjištění nápisu, který je po slabikách rozmístěn v obrazci na obdélníkové síti. Pořadí slabik ve hledané tajence odpovídá nějaké jezdcově procházce v obrazci zadání.